# Campionati europei di atletica leggera 2024 - Staffetta 4×400 metri femminile
La specialità della staffetta 4×400 metri femminile dei campionati europei di atletica leggera 2024 si è svolta tra l'11 e il 12 giugno allo Stadio Olimpico di Roma, in Italia.

## Podio

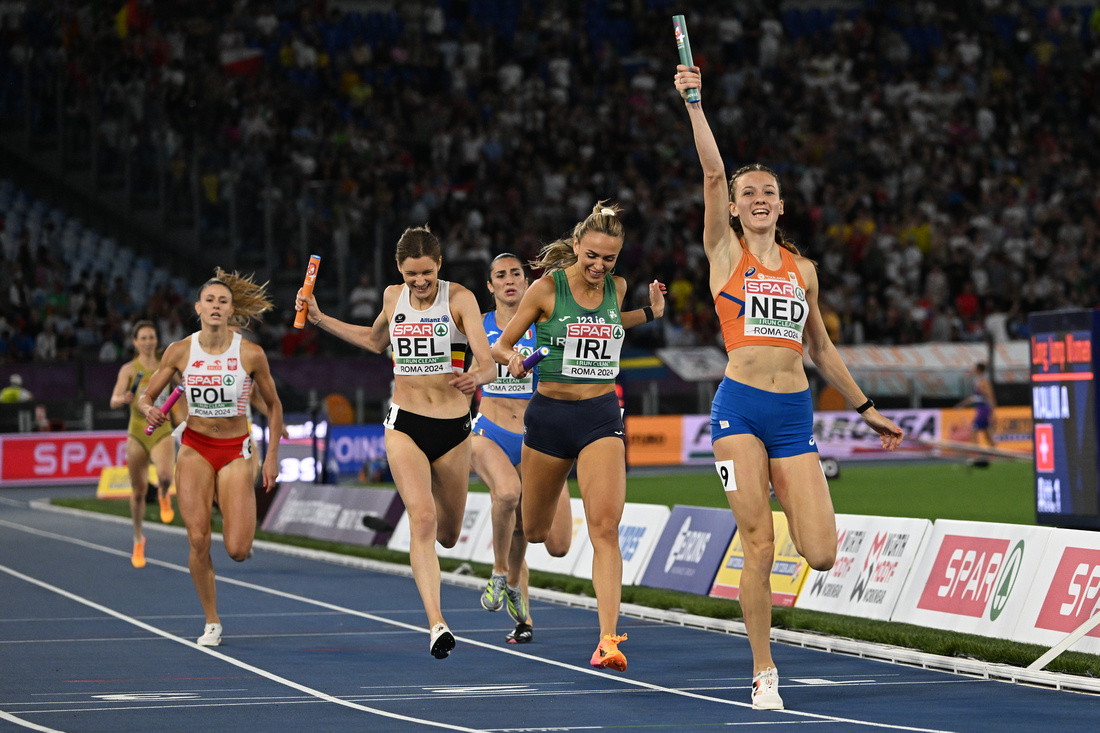
L'arrivo della finale

| Pos.    | Nazione     | Atlete                                                              | Tempo   | Note                                     |
| ------- | ----------- | ------------------------------------------------------------------- | ------- | ---------------------------------------- |
| Oro     | Paesi Bassi | Lieke Klaver, Cathelijn Peeters, Lisanne de Witte, Femke Bol        | 3'22"39 | Miglior prestazione europea stagionale   |
| Argento | Irlanda     | Sophie Becker, Rhasidat Adeleke, Phil Healy, Sharlene Mawdsley      | 3'22"71 | Record nazionale                         |
| Bronzo  | Belgio      | Naomi Van den Broeck, Imke Vervaet, Cynthia Bolingo, Helena Ponette | 3'22"95 | Miglior prestazione personale stagionale |

## Situazione pre-gara

### Record
Prima di questa competizione, il record del mondo (RM), il record europeo (EU) e il record dei campionati (RC) erano i seguenti.
| Record                | Prestazione | Nazione                                                                              | Data                                     | Competizione   |
| --------------------- | ----------- | ------------------------------------------------------------------------------------ | ---------------------------------------- | -------------- |
| Record mondiale       | 3'15"17     | Unione Sovietica (Tatjana Ledovskaja, Olga Nazarova, Marija Pinigina, Olga Bryzhina) | 1º ottobre 1988 Seul, Corea del Sud      | Olimpiadi 1988 |
| Record europeo        | 3'15"17     | Unione Sovietica (Tatjana Ledovskaja, Olga Nazarova, Marija Pinigina, Olga Bryzhina) | 1º ottobre 1988 Seul, Corea del Sud      | Olimpiadi 1988 |
| Record dei campionati | 3'16"87     | Germania Est (Silke Gladisch, Sabine Rieger, Ingrid Auerswald, Marlies Göhr)         | 31 agosto 1986 Stoccarda, Germania Ovest | Europei 1986   |

### Squadra campione in carica
La squadra delle campionesse europee in carica è:
| Campione | Nazione                                                                   | Tempo   | Data                                       | Competizione |
| -------- | ------------------------------------------------------------------------- | ------- | ------------------------------------------ | ------------ |
| Europeo  | Paesi Bassi (Eveline Saalberg, Lieke Klaver, Lisanne De Witte, Femke Bol) | 3'20"87 | 20 agosto 2022 Monaco di Baviera, Germania | Europei 2022 |

## Risultati

### Batterie
Le batterie si sono corse a partire dalle 11:15 dell'11 giugno. Le prime 3 Nazioni di ogni batteria (Q) e i 2 migliori tempi tra le escluse (q) si qualificano alla finale.

#### Batteria 1
| Posizione | Corsia | Nazione     | Atlete                                                                           | Tempo   | Note                                     |
| --------- | ------ | ----------- | -------------------------------------------------------------------------------- | ------- | ---------------------------------------- |
| 1         | 6      | Polonia     | Kinga Gacka, Marika Popowicz-Drapała, Iga Baumgart-Witan, Justyna Święty-Ersetic | 3'25"59 | Q                                        |
| 2         | 8      | Germania    | Skadi Schier, Alica Schmidt, Luna Bulmahn, Eileen Demes                          | 3'25"90 | Q,                                       |
| 3         | 4      | Paesi Bassi | Eveline Saalberg, Anne van de Wiel, Myrte van der Schoot, Lisanne de Witte       | 3'25"99 | Q                                        |
| 4         | 2      | Norvegia    | Josefine Tomine Eriksen, Astri Ertzgaard, Elisabeth Slettum, Amalie Iuel         | 3'26"05 | Record nazionale                         |
| 5         | 7      | Finlandia   | Milja Thureson, Aino Pulkkinen, Katriina Wright, Mette Baas                      | 3'26"51 | Miglior prestazione personale stagionale |
| 6         | 9      | Portogallo  | Carina Vanessa, Cátia Azevedo, Sofia Lavreshina, Vera Barbosa                    | 3'29"50 | Miglior prestazione personale stagionale |
| 7         | 3      | Svezia      | Lisa Lilja, Moa Granat, Jonna Claesson, Marie Kimumba                            | 3'29"84 | Record nazionale                         |
| -         | 5      | Rep. Ceca   | Marcela Pírková, Tereza Petržilková, Barbora Veselá, Barbora Malíková            | dq      | TR24.6                                   |

#### Batteria 2
| Posizione | Corsia | Nazione  | Atlete                                                               | Tempo   | Note                                     |
| --------- | ------ | -------- | -------------------------------------------------------------------- | ------- | ---------------------------------------- |
| 1         | 6      | Irlanda  | Sophie Becker, Phil Healy, Lauren Cadden, Sharlene Mawdsley          | 3'24"81 | Q                                        |
| 2         | 4      | Francia  | Sounkamba Sylla, Alexe Deau, Marjorie Veyssiere, Amandine Brossier   | 3'25"15 | Q,                                       |
| 3         | 9      | Belgio   | Naomi Van den Broeck, Imke Vervaet, Cynthia Bolingo, Camille Laus    | 3'25"16 | Q,                                       |
| 4         | 8      | Spagna   | Carmen Avilés, Berta Segura, Eva Santidrián, Blanca Hervas           | 3'25"25 | q,                                       |
| 5         | 7      | Italia   | Ilaria Accame, Giancarla Trevisan, Rebecca Borga, Anna Polinari      | 3'25"28 | q,                                       |
| 6         | 2      | Svizzera | Lena Wernli, Julia Niederberger, Annina Fahr, Yasmin Giger           | 3'27"48 | Miglior prestazione personale stagionale |
| 7         | 5      | Ucraina  | Maryana Shostak, Kateryna Karpiuk, Tetiana Kharashcuk, Anna Ryžykova | 3'27"69 | Miglior prestazione personale stagionale |
| 8         | 2      | Ungheria | Sarolta Kriszt, Sára Mátó, Bianka Kéri, Virág Simon                  | 3'31"28 | Miglior prestazione personale stagionale |

### Finale
La finale si è svolta alle ore 21:05 del 12 giugno.
| Posizione | Corsia | Nazione     | Atlete                                                                      | Tempo   | Note                                     |
| --------- | ------ | ----------- | --------------------------------------------------------------------------- | ------- | ---------------------------------------- |
| Oro       | 9      | Paesi Bassi | Lieke Klaver, Cathelijn Peeters, Lisanne de Witte, Femke Bol                | 3'22"39 | Miglior prestazione europea stagionale   |
| Argento   | 6      | Irlanda     | Sophie Becker, Rhasidat Adeleke, Phil Healy, Sharlene Mawdsley              | 3'22"71 | Record nazionale                         |
| Bronzo    | 4      | Belgio      | Naomi Van den Broeck, Imke Vervaet, Cynthia Bolingo, Helena Ponette         | 3'22"95 | Miglior prestazione personale stagionale |
| 4         | 3      | Italia      | Ilaria Accame, Giancarla Trevisan, Anna Polinari, Alice Mangione            | 3'23"40 | Record nazionale                         |
| 5         | 7      | Francia     | Sounkamba Sylla, Louise Maraval, Alexe Deau, Amandine Brossier              | 3'23"77 | Miglior prestazione personale stagionale |
| 6         | 8      | Polonia     | Kinga Gacka, Marika Popowicz-Drapała, Iga Baumgart-Witan, Natalia Kaczmarek | 3'23"91 | Miglior prestazione personale stagionale |
| 7         | 2      | Spagna      | Carmen Avilés, Berta Segura, Eva Santidrián, Blanca Hervas                  | 3'26"94 |                                          |
| 8         | 5      | Germania    | Skadi Schier, Alica Schmidt, Luna Bulmahn, Eileen Demes                     | 3'27"11 |                                          |